# Castello De Haar
Il castello De Haar (in lingua olandese:  Kasteel de Haar; un tempo:  Het Huys te Haer) è un castello in stile neogotico del villaggio olandese di Haarzuilens (comune di Utrecht), risalente al XIII - XIV secolo e ricostruito nella forma attuale tra il 1892 e il 1912 su progetto dell'architetto Pierre Cuypers.

È il più grande castello dei Paesi Bassi.
L'edificio è appartenuto alle famiglie Van de Haar e Van Zuylen van Nijevelt, famiglia che - nonostante il castello sia ora di proprietà della città di Utrecht - tuttora vi risiede durante il mese di settembre (mese in cui il castello rimane chiuso al pubblico).

## Ubicazione
Il castello si trova nella via chiamata "Kasteellaan", nella parte occidentale del villaggio di Haarzuilens.

## Caratteristiche
Il castello è circondato da fossato e si trova in una zona di boschi e laghi.

## Storia
Il castello, che era stato eretto su depositi alluvionali del fiume Reno (da cui il termine haar < protogermanico *haru = "collina sabbiosa"), è menzionato per la prima volta nel 1391, ma le sue origini risalgono forse al XIII secolo. All'epoca, l'edificio era di proprietà della famiglia Van de Haar.
Nel 1449, dopo la morte di Josyna van de Haar, che era andata in sposa a Dirk van Zuylen, il castello divenne di proprietà della famiglia Van Zuylen van Nijevelt.
L'edificio fu distrutto nel 1482 durante le lotte tra il vescovo e la città di Utrecht e in seguito ricostruito.
Nel 1890, il castello, di cui esistevano soltanto delle rovine, fu ereditato da Étienne van Zuylen van Nijevelt, che si era sposato tre anni prima con la baronessa francese Hélène Carline Betsy de Rothschild, dell'omonima famiglia di banchieri.

La nuova coppia di proprietari decise di ricostruire l'edificio, affidando il progetto al famoso architetto Pierre Cuypers: la ricostruzione durò vent'anni, dal 1892 al 1912. Si trattò di un'opera di ricostruzione senza eguali in Europa.
Nel 2000, il castello fu donato alla fondazione "Kasteel de Haar.
Tra il 2001 e il 2010, l'edificio e i giardini circostanti sono stati sottoposti ad una notevole opera di restauro.

## Galleria d'immagini

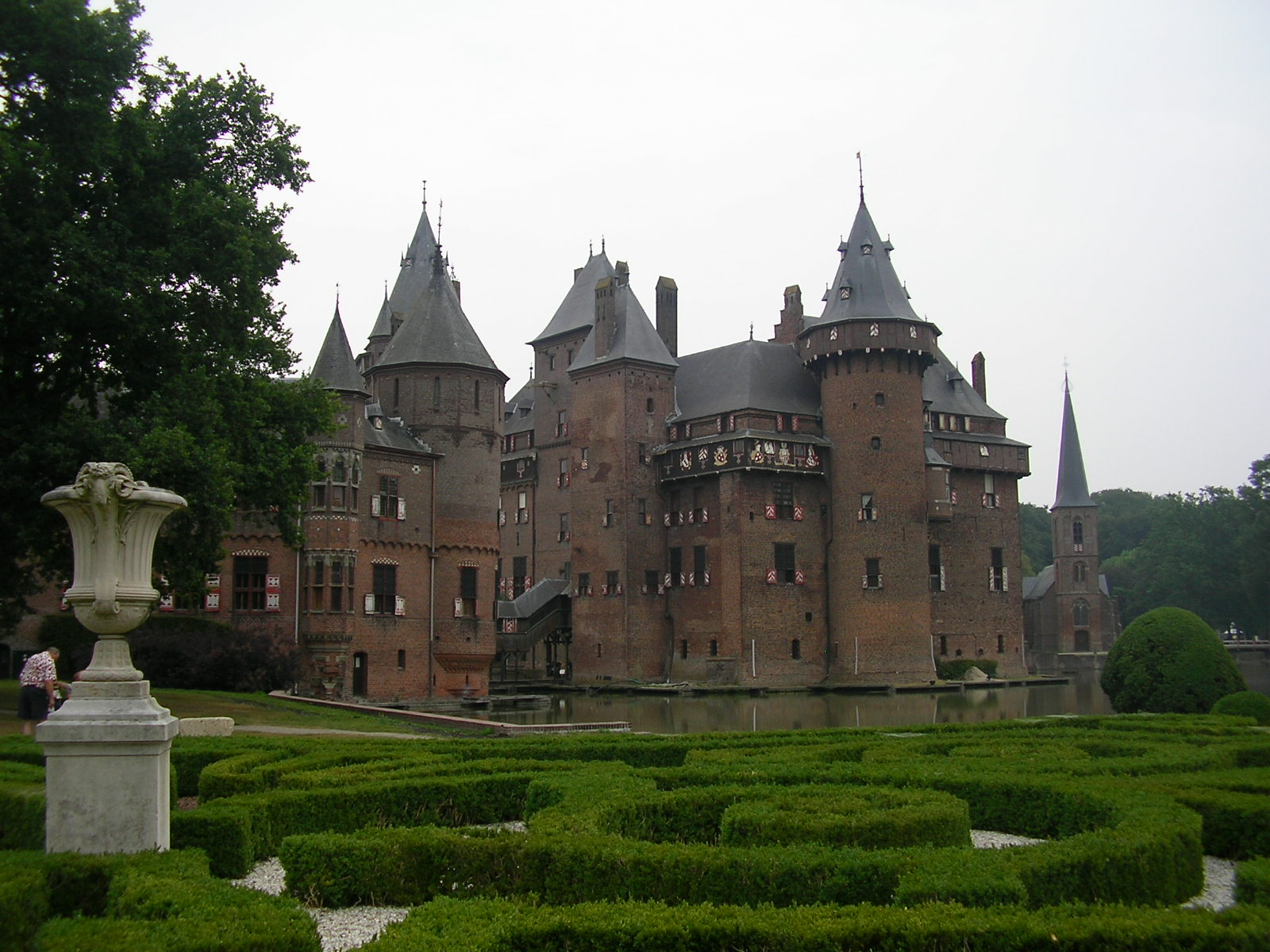
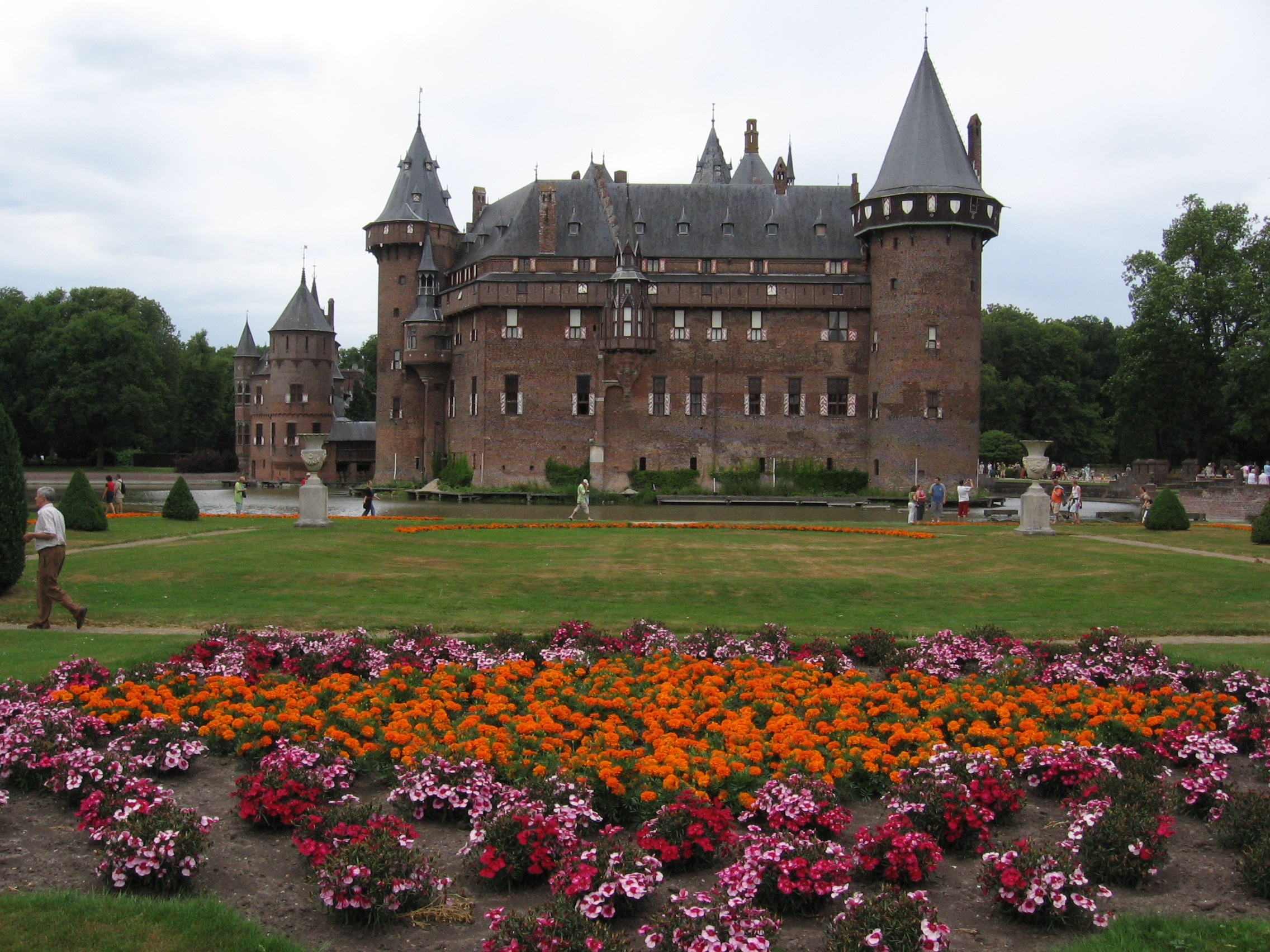
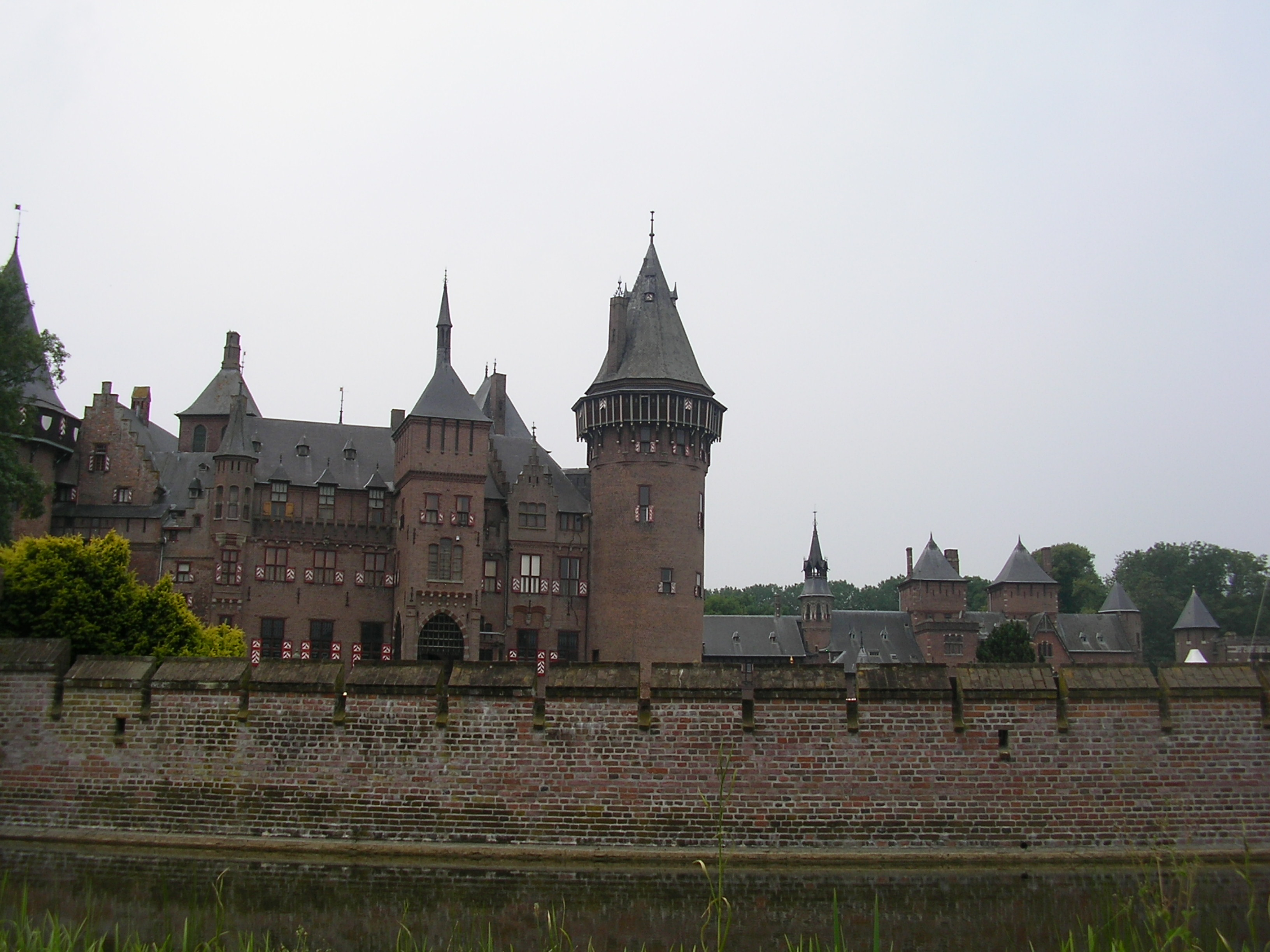
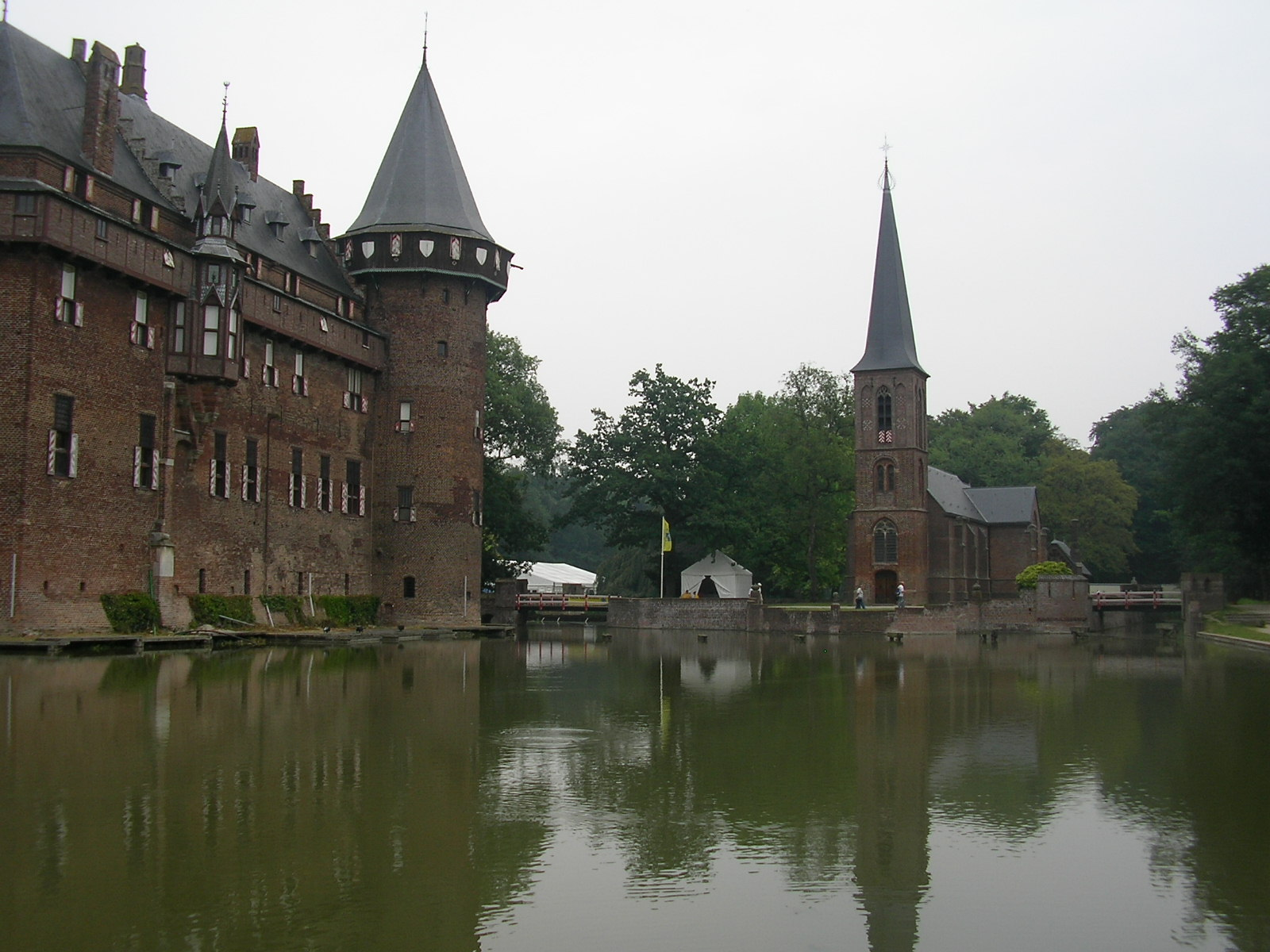
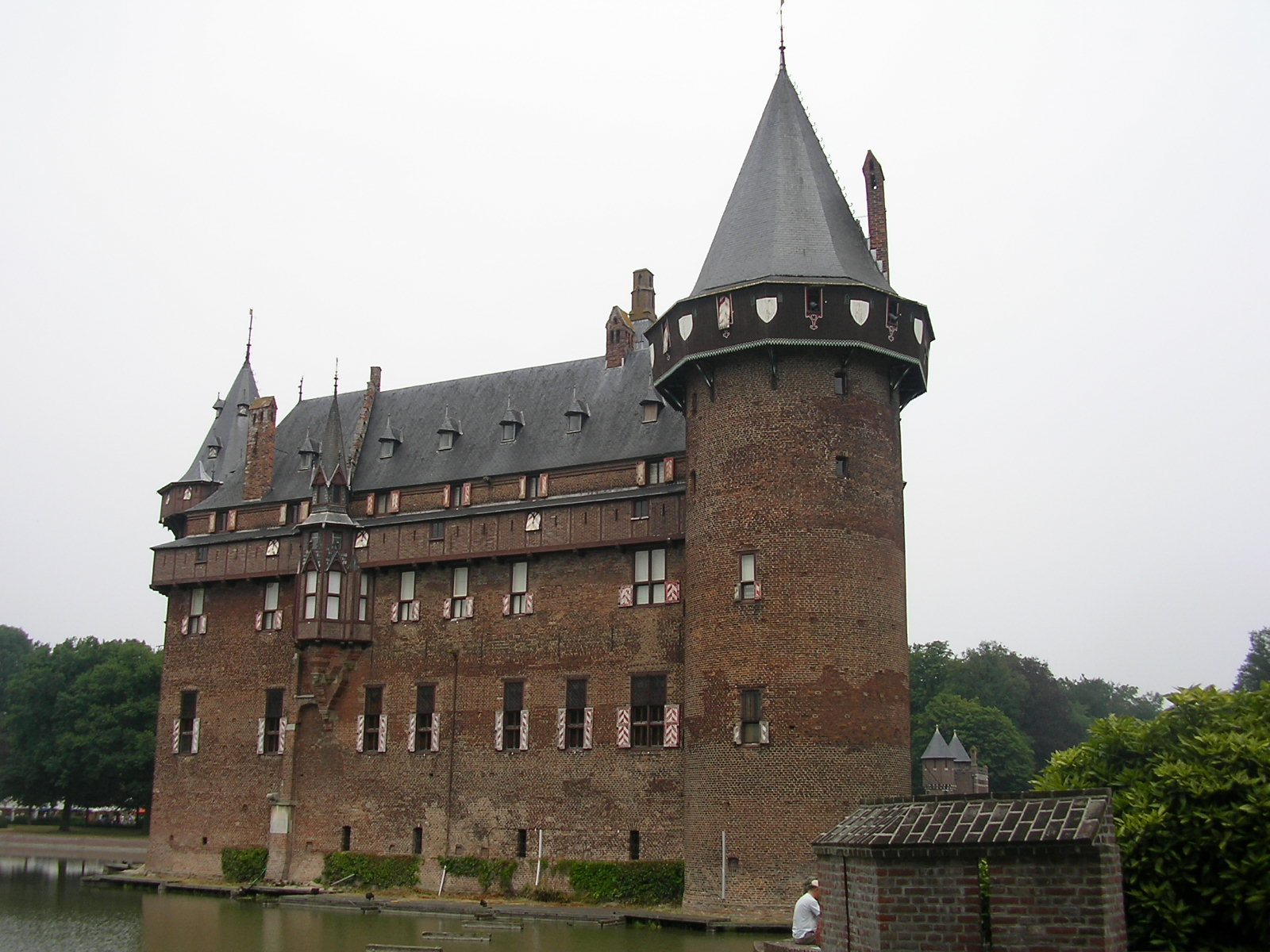
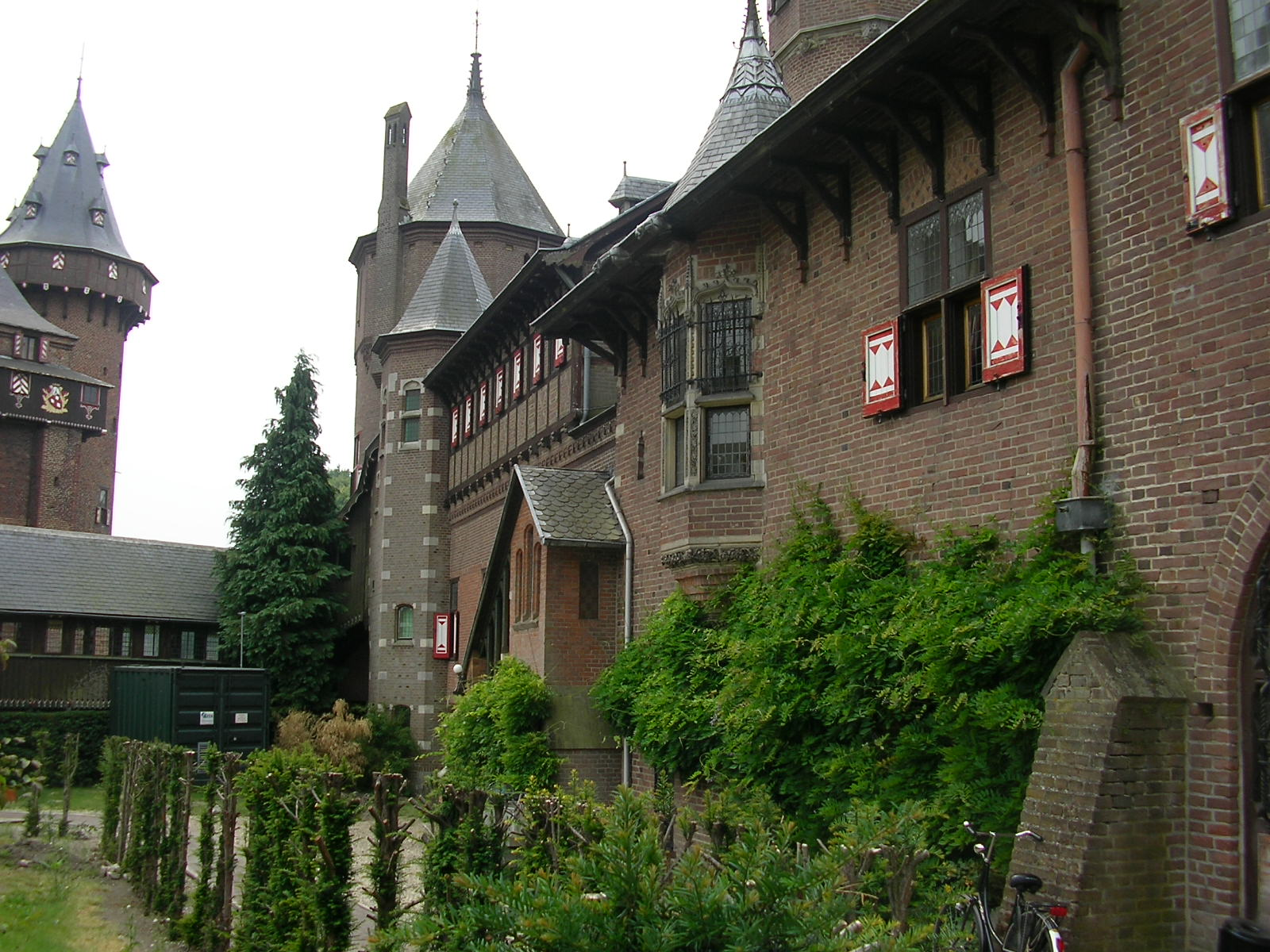
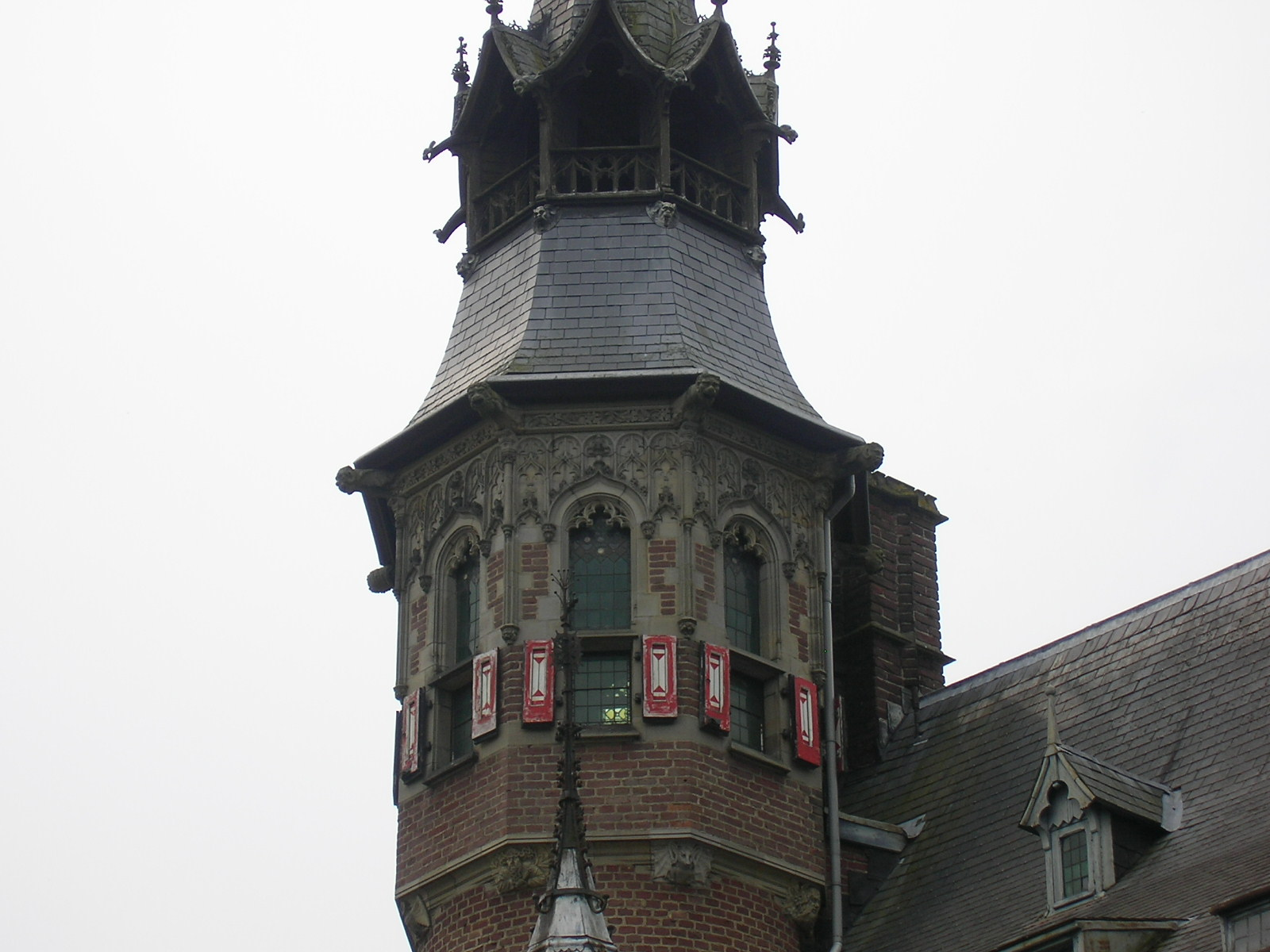
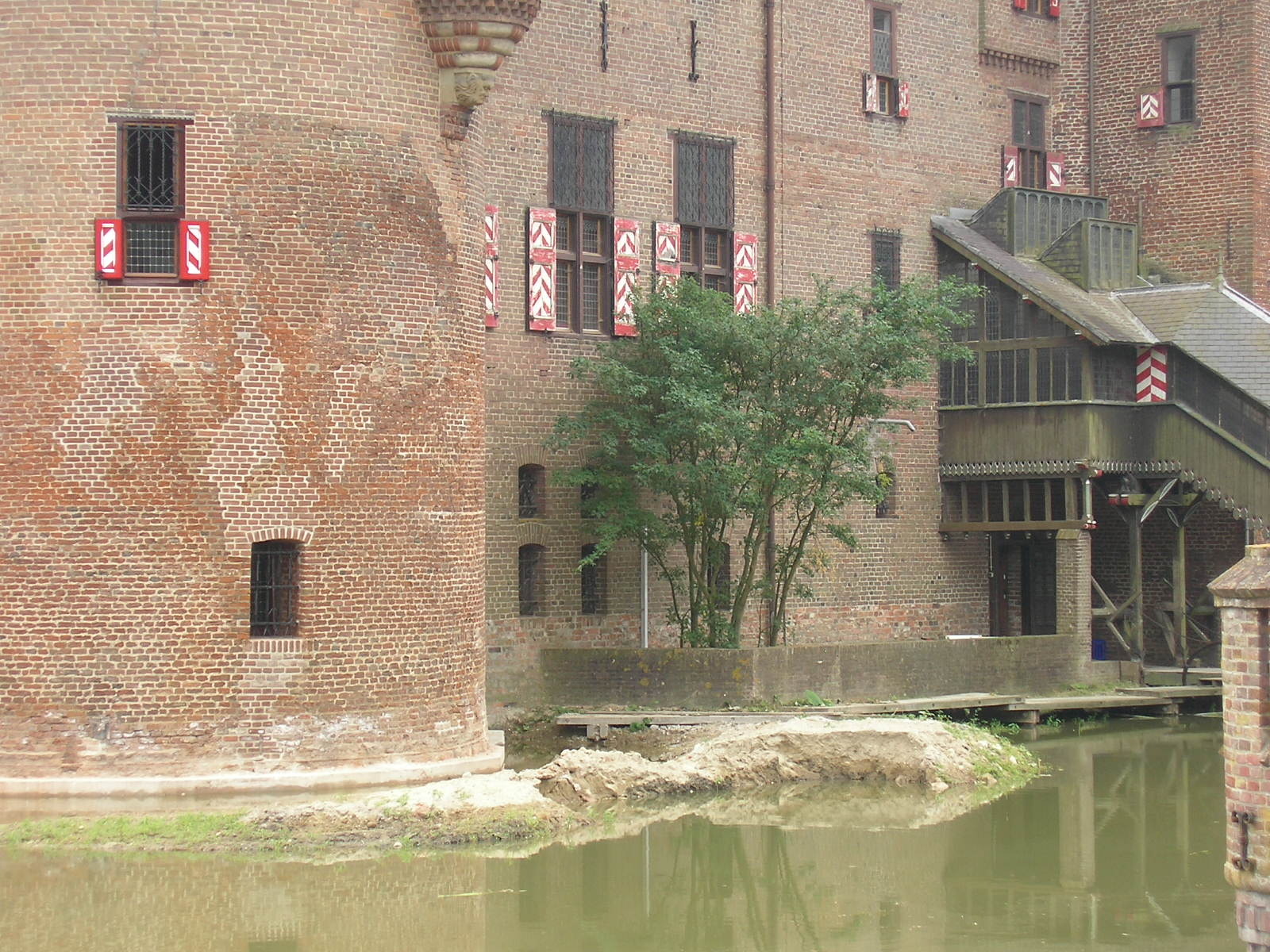
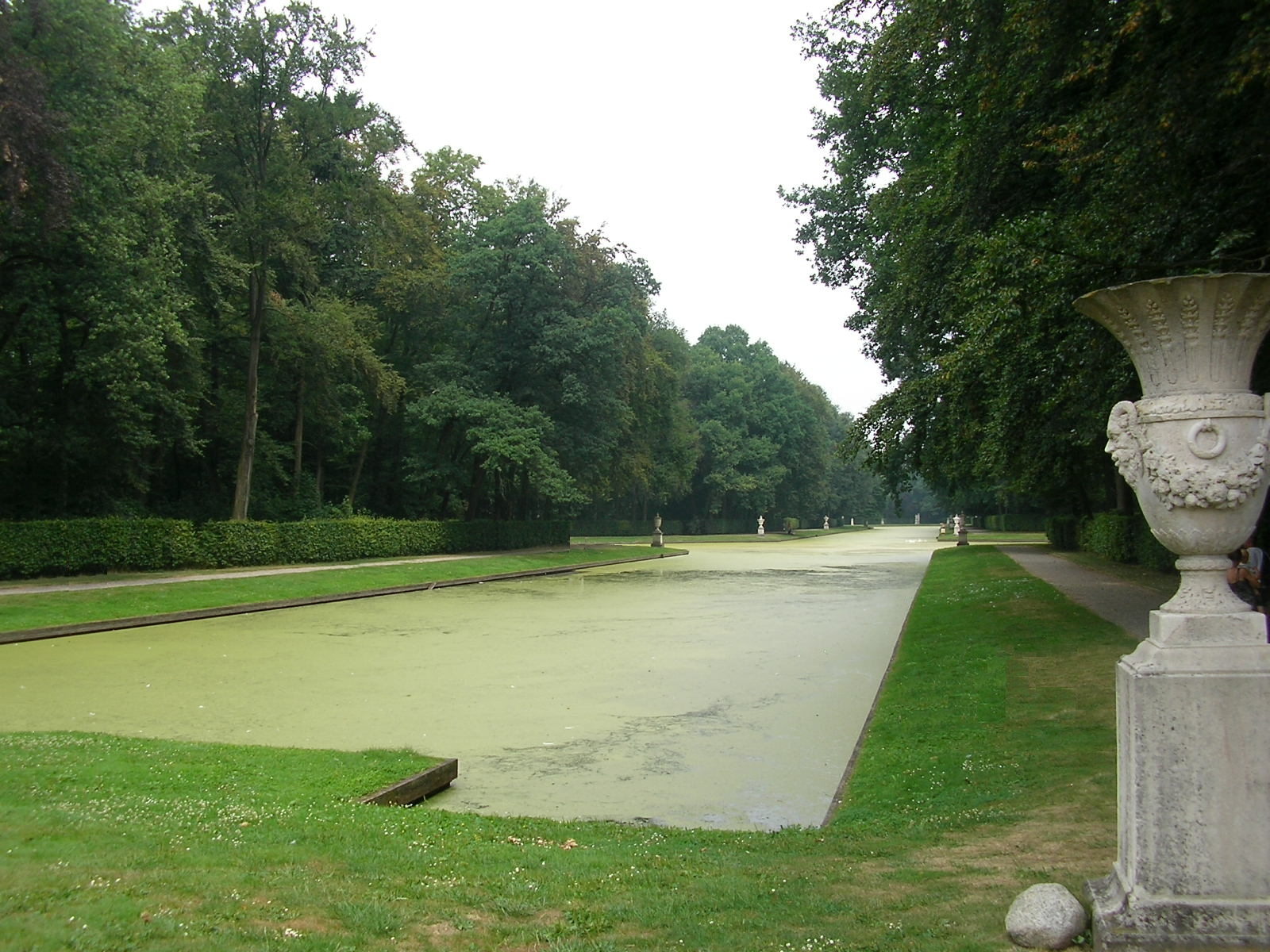